# E127号線
E127号線 (E127ごうせん、英: European route E127) はロシアのオムスクとカザフスタンのMaikapshagai(Майкапчагай)を結ぶ、欧州自動車道路のAクラス幹線道路。
Maikapshagai(北緯47度29分38秒 東経85度36分29秒 / 北緯47.494度 東経85.608度) は、欧州自動車道路が到達する最も東の場所である。

## 経路

### 経過する主要都市
- ロシア
  - オムスク
- カザフスタン
  - パヴロダル
  - セメイ
  - Georgiyevka
  - Maikapshagai